# Truth in Numbers: Everything, According to Wikipedia
 (novembre 2023).
Pour plus de détails, voir Fiche technique et Distribution.
Truth in Numbers: Everything, According to Wikipedia est un film américain réalisé par Scott Glosserman et Nic Hill sur l'histoire et les implications culturelles de Wikipédia,,. Il est d'abord montré en juin 2010 lors de la conférence Wikimania à Gdańsk, puis à New York le 20 octobre 2010.